# اشلاین سیئورن
اشلاین سیئورن (به لاتین: Chlein Seehorn) یک کوه در سوئیس است که در کانتون گراوبوندن واقع شده‌است. اشلاین سیئورن ۳٬۰۳۲ متر بالاتر از سطح دریا واقع شده‌است.